# Ρ̓
Cette page contient des caractères spéciaux ou non latins. S’ils s’affichent mal (▯, ?, etc.), consultez la page d’aide Unicode.
Le rhô esprit doux est une lettre diacritée de l’alphabet grec, utilisée dans l’orthographe polytonique du grec ancien.

## Utilisation
Le rhô esprit doux est notamment utilisé dans l’écriture polytonique pour noter un rhô non dévoisé, par exemple en attique lorsqu’un rhô non dévoisé précède un rhô dévoisé ‹ ῤῥ › comme dans ‹ Πύῤῥος › (Pyrrhus), dans certains anciens dialectes psilotiques comme l’éolien, ou dans le nom Ρ̓ᾶρος (Rarus (en)) chez certains auteurs comme Aelius Herodianus.

## Représentations informatiques
Le rhô esprit doux peut être représenté avec les caractères Unicode suivants :
- précomposé (latin étendu additionnel) :

| formes    | représentations | chaînes de caractères | points de code | descriptions                             |
| --------- | --------------- | --------------------- | -------------- | ---------------------------------------- |
| minuscule | ῤ               | ῤ                     | U+1FE4         | lettre minuscule grecque rhô esprit doux |

- décomposé (latin de base, diacritiques) :

| formes    | représentations | chaînes de caractères | points de code | descriptions                                             |
| --------- | --------------- | --------------------- | -------------- | -------------------------------------------------------- |
| majuscule | Ρ̓               | Ρ◌̓                    | U+03A1 U+0313  | lettre majuscule grecque rhô diacritique virgule en chef |
| minuscule | ῤ               | ρ◌̓                    | U+03C1 U+0313  | lettre minuscule grecque rhô diacritique virgule en chef |